# Szent Hilárión vár
A Szent Hilárión vár a ciprusi Kerínia-hegység középkori erődítményeinek egyike. A Ciprus elleni arab támadások kivédésére, a 11. század során épült bizánci erődöt a Ciprusi Királyság idején a frank királyok megerősítették, de jelentőségét a többi észak-ciprusi várhoz hasonlóan a sziget velencei korszakában elvesztette és romlásnak indult.

## A vár nevének eredete
A vár egy kevéssé ismert szerzetesről kapta a nevét, aki az arabok támadása elől a szigetre menekült (és aki nem azonos Gázai Szent Hiláriónnal). A legenda szerint a hegyen élő szerzetes süketsége miatt ellen tudott állni az őt kísértő, csábító démonoknak, akik végül felhagytak a próbálkozással és elhagyták a helyet. Egyes feltételezések szerint a hegyen valóban élt egy tiszteletnek örvendő remete, akinek halála után követői akadtak, és vélhetően számukra épült itt az első monostor, ami a későbbi erődítmény magját jelenthette.

## Története
Az eredeti vár a 10. század végén épülhetett a Kerínia-hegységben kialakított védelmi rendszer egyik elemeként. Egyes források szerint I. Alexiosz bizánci császár építtette egy 1092-es lázadás után. 
Azt követően, hogy Oroszlánszívű Richárd 1192-ben legyőzte a sziget urát Komnénosz Izsákot, Szent Hilárión vára – ami ekkor a közelében található ikercsúcs miatt a Didymus, azaz „Ikrek” nevet viselte – tartott ki a legtovább a hódítókkal szemben. Végül nem is került sor bevételére: Izsák utasítására a védők átadták a várat az angoloknak.
A Ciprusi Királyság létrejötte után, a frank uralkodók megerősítették a várat, ami a francia eredetű Dieudamour nevet kapta. 1228-ban is védelemre készítették fel a várat, amikor az a veszély fenyegetett, hogy a VI. keresztes hadjárat keretében a szigetre érkező II. Frigyes német-római császár a sziget régensének nyilvánítja magát, és átveszi az uralmat hűbéresétől, a gyermek I. Henriktől. (Frigyes arra hivatkozott, hogy a szigetet uraló Lusignan család apjától, VI. Henrik német-római császártól kapta a koronát) Miután a tárgyalások zsákutcába jutottak, Ibelin János, aki a gyermek Henrik helyett régensként uralkodott a szigeten, vissza is vonult a várba és hadat üzenet a császárnak. A felek tűzszünetet kötöttek és Ibelin csatlakozott a császár keresztes hadjáratához. Egy évvel később tért vissza Ciprusra, ahol azzal szembesült, hogy a császár támogatói átvették az irányítást a szigeten. A felek közötti csatát Nicosia közelében Ibelin nyerte, ahonnan Frigyes hívei Szent Hilárión várába vonultak vissza. Kilenc hónapnyi ostrom után azonban a várat is feladták. A viszály 1232-ben kiújult, amikor Henrik király és Ibelin Szíriában tartózkodott: a császár csapatai lerohanták Ciprust és Henrik húga és támogatói csapdába estek Szent Hilárion várában, amit a császári csapatok bekerítettek. A vár elestét a fiatal király visszatérése akadályozta meg: Henrik serege megtámadta és megfutamította az ostromlókat, akik végül Kerínia közelében megadták magukat. Ezzel Frigyes Ciprussal szemben támasztott követelései szertefoszlottak. A következő 140 évben a várat nem sújtotta ostrom, így töretlenül fejlődhetett és a Lusignan dinasztia nyári rezidenciájává vált.
1372-ben, a „kövér Péter” névvel is illetett II. Péter ciprusi király koronázása során Famagustában viszály, majd utcai harc tört ki, az egyre nagyobb befolyással bíró genovaiak ellen aminek több genovai is áldozatául esett. Ennek nyomán a Genovai Köztársaság hajóhadat küldött Ciprus ellen. Az ifjú király helyett régensként uralkodott anyja, Eleonóra és nagybátyja, Lusignan János, aki részese volt az ifjú király apja elleni korábbi merényletnek. Jánost a genovai támadás Szent Hilarion várába kényszerítette, ahonnan bolgár zsoldosaival  eredményes kitöréseket hajtott végre a genovai támadók ellen. Miután Eleonóra békét kötött a genovaiakkal (átengedve nekik Famagustát) elérkezettnek látta az időt, hogy bosszút álljon férje haláláért. Meggyőzte Jánost, hogy bolgár zsoldosai merényletre készülnek ellene, mire a herceg egyenként elszólított és a várból a szakadékba vettette őket. Néhány nappal később János – immár védtelenül – visszatért Nicosiába, ahol meggyilkolták.
A Ciprust 1489-ben fennhatóságuk alá hajtó velenceiek, a többi hasonló várhoz hasonlóan, elrendelték a Szent Hilárión vár elhagyását, illetve lebontását, mivel az a lőfegyverek fejlődésének következtében elvesztette stratégiai jelentőségét.